# Iliia Mokrețov
Iliia Mokrețov (în rusă Илья Мокрецов, n. 17 aprilie 1984, Kazan) este un scrimer specializat pe sabie care a concurat mai întâi pentru Rusia, apoi pentru Kazahstan.

## Carieră
S-a apucat de scrimă la vârsta de 12 ani sub îndrumarea lui Lev Belusov, după ce acesta l-a remarcat la patinoar. În anul 2000 s-a alăturat lotului rus de juniori, cu care a fost campion mondial pe echipe în 2002. A cucerit medalia de argint la individual la această competiție în 2004. La Universiada de vară din 2005 de la İzmir a concurat împreună cu campionii Aleksei Frosin, Aleksei Iakimenko și Aleksei Diacenko, obținând medalia de aur pe echipe.
La seniori a trecut printr-o perioadă grea. A fost selecționat la echipa națională a Rusiei numai în 2009 și în 2010, după ce marele campion Stanislav Pozdniakov s-a retras, dar nu a putut urca pe podium: echipa rusă s-a clasat pe locul 4 la Campionatul Mondial din 2009 și la Campionatul European din 2010. 
În sezonul 2012-2013 a dobândit cetățenia kazahă. Sub noile culori a cucerit medalia de bronz pe echipe la Campionatul Asiatic din 2013. În 2016 s-a calificat la Jocurile Olimpice de vară din 2016 prin turneul preolimpic de la Praga. La Rio de Janeiro a pierdut în primul tur cu americanul Daryl Homer, care a devenit vicecampion olimpic în cele din urmă.

## Legături externe
- en  Prezentare Arhivat în 22 aprilie 2016, la Archive.is la Confederația Europeană de Scrimă
- ru  Prezentare la Federația Rusă de Scrimă